# Rue Madeleine-Vionnet
La rue Madeleine-Vionnet est une voie publique d'Aubervilliers.

## Situation et accès
La rue commence au débouché de la rue de la Gare à Paris (à proximité de la porte d'Aubervilliers) et termine avenue Victor-Hugo, dans l'axe du quai Lucien-Lefranc. Elle borde le bassin d'Aubervilliers et le centre commercial Le Millénaire. Elle poursuit au nord vers le canal Saint-Denis et forme un coude avant d'aboutir sur l'avenue Victor-Hugo, à proximité du pont de Stains.

## Origine du nom

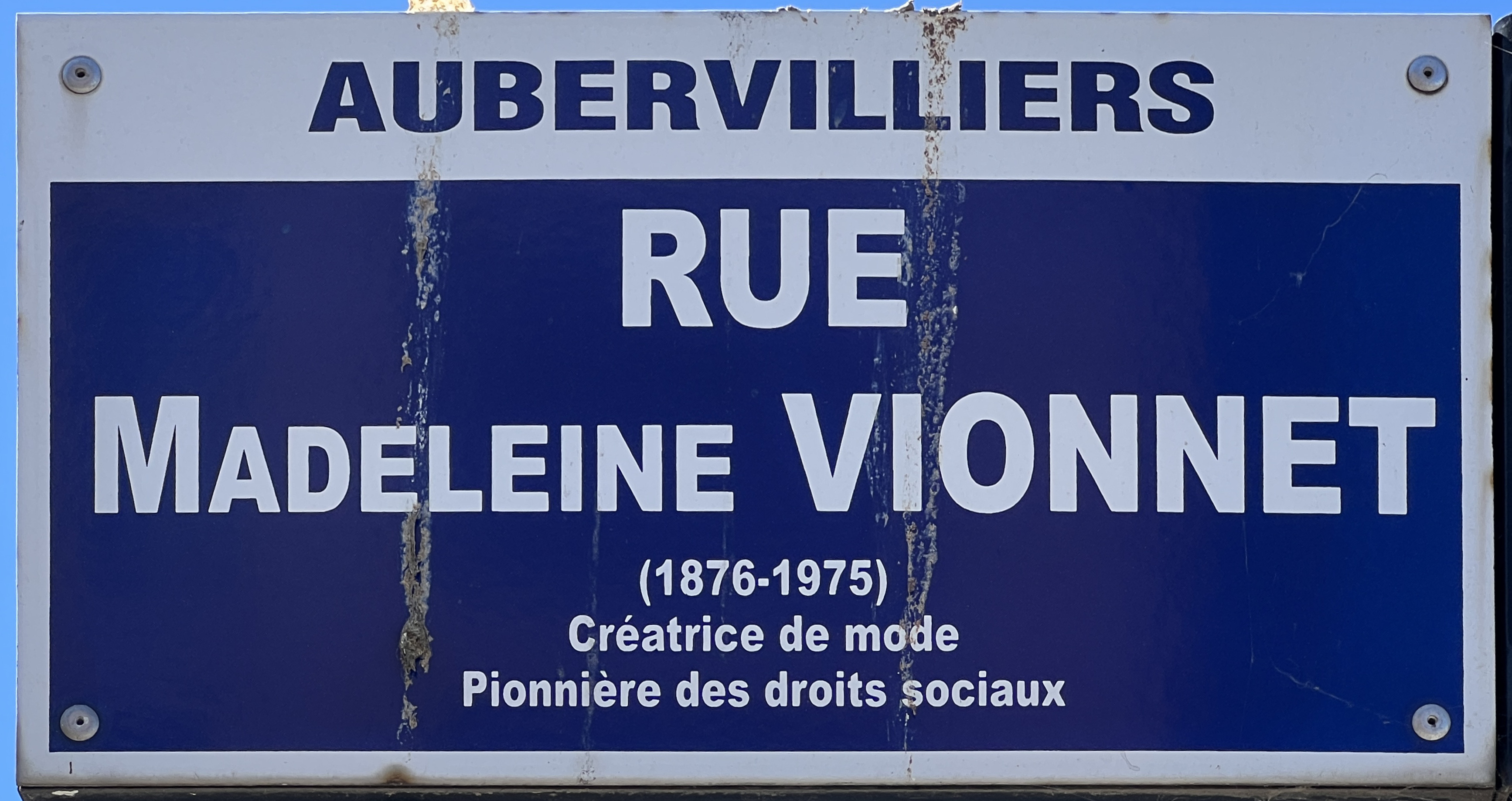
Plaque de la rue.

Son nom provient de la couturière française Madeleine Vionnet, qui, à l’âge de cinq ans, vint habiter dans cette rue avec son père, nommé receveur d’octroi à Aubervilliers. Cette dénomination est en rapport à la présence dans le quartier des nombreux grossistes de vêtements.

## Historique
- La rue s'appelait précédemment rue de la Gare, du fait de la présence de l'ancienne « gare de la Haie-Coq », fermée dans les années 1950[2], et qui desservait le bassin d'Aubervilliers[3]. La partie de la rue de la Gare dans Paris garde sa dénomination. À noter que cette partie était dans la commune d'Aubervilliers jusqu'à l'annexion de 1930.

- D'octobre 2018 à l'été 2020, la partie la plus à l'ouest de la rue Madeleine-Vionnet est en travaux pour la construction de la manufacture Chanel, rue Anne-Marie-Fettier[4].

## Bâtiments remarquables et lieux de mémoire
- Centre commercial Le Millénaire